# Honorius II. (Papst)
Honorius II., ursprünglich Lamberto Scannabecchi (* um 1060 im Gebiet des heutigen Casalfiumanese bei Imola; † 13. Februar 1130), war von 1124 bis zu seinem Tode Papst.

## Leben

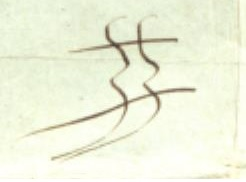
Unterschrift Honorius II. vom 23. Januar 1127 auf einem Schutzbrief für das Kloster Pfäfers
(Stiftsarchiv St. Gallen)

Lamberto Scannabecchi stammte aus einfachen Verhältnissen und war im Jahre 1117 zum Kardinalbischof von Ostia ernannt worden. In dem nach der Wahl von Papst Gelasius II. entbrannten Konflikt zwischen den Anhängern des neuen Papstes und der kaiserlichen Partei, die von den italienischen Frangipani unterstützt wurde, stellte Lamberto sich auf die Seite des Papstes und floh mit ihm zusammen in das Exil nach Frankreich. Auch nach dem baldigen Tode von Gelasius stand Honorius auf Seiten der päpstlichen Kurie und wurde ein loyaler Gefolgsmann des neuen Papstes Calixt II. Dieser nutzte das diplomatische Talent des Kardinalbischofs für den Versuch einer Verständigung mit Kaiser Heinrich V. Lamberto war der führende der drei Legaten, die 1122 auf der Reichsversammlung in Worms das Wormser Konkordat aushandelten, mit dem der Investiturstreit beigelegt wurde.
Auch die Stimmung der Frangipani gegenüber Lamberto wandelte sich. Nach dem Tode Calixts II. war Tebaldo Buccapecus bereits zum Papst gewählt, als die Frangipani Lamberto als Gegenkandidaten aufstellten. Dieser wurde am 15. Dezember 1124 gewählt und am 21. Dezember inthronisiert. Lamberto freilich wollte angesichts der unklaren Legitimität seiner Wahl das Amt nicht akzeptieren. Durch die hierdurch gezeigte rechtliche Gesinnung gewann er freilich auch die Anhänger von Buccapecus für sich, der daraufhin auf die Tiara verzichtete, so dass Lamberto sein Amt antreten konnte. 1126 erkannte er auf Ansuchen von Norbert von Xanten den Prämonstratenserorden an.
Während seines Pontifikats war Honorius nicht ohne Erfolg um eine politische Stärkung der Kurie bemüht. In den innenpolitischen Konflikten des Heiligen Römischen Reiches stellte er sich auf die Seite König Lothars III. und sprach den Kirchenbann über den staufischen Gegenkönig Konrad aus. Die Frangipani stärkten derweil den Einfluss des Heiligen Stuhls in Oberitalien.
Nach fünfjährigem Pontifikat starb Honorius II. im Jahre 1130.

## Literatur

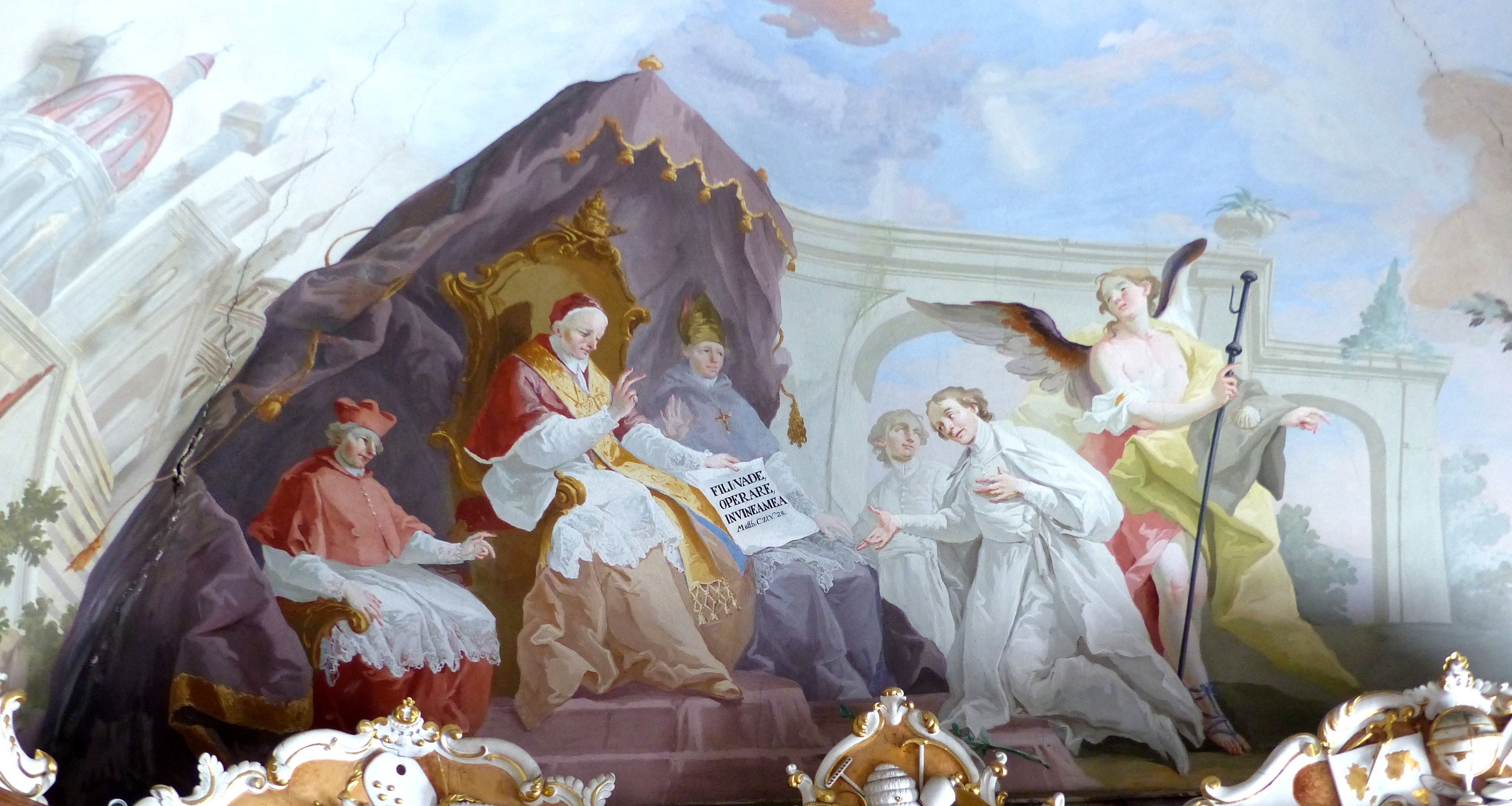
Honorius II bestätigt die Prämonstratenser-Regel; Fresko in der Bibliothek der Abtei Nová Říše (Neureisch)